# Оцінка густини

Демонстрація оцінки густини із застосуванням ядрового згладжування: справжню густину, що є сумішшю двох ґаусових розподілів із центрами в 0 та 3, показано суцільною синьою кривою. В кожному кадрі породжено 100 зразків із цього розподілу, показані червоним. Відцентроване на кожному зразкові ґаусове ядро накреслено сірим. Усереднення ґаусіанів видає оцінку густини, показану пунктирною чорною кривою.

Оці́нка густини́ (англ. density estimation) в теорії ймовірностей та статистиці — це побудова оцінки неспостережуваної підлеглої функції густини ймовірності на основі спостережуваних даних. Ця неспостережувана функція густини розглядається як густина, відповідно до якої розподілено велику сукупність, а дані зазвичай розглядаються як випадкова вибірка з тієї сукупності.
Для оцінки густини застосовують ряд підходів, включно з вікном Парцена — Розенблатта та рядом методик кластеризації даних, включно з векторним квантуванням. Найпростішою формою оцінки густини є загрублена гістограма.

## Приклад оцінки густини

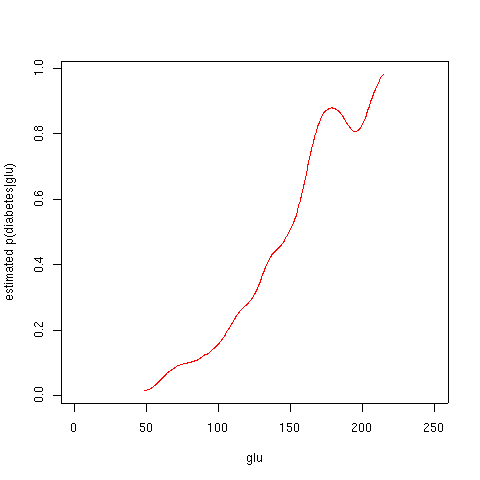
Оцінка ймовірності p(diabetes=1 | glu)

Ми розглядатимемо записи про випадки діабету. Наступне є дослівною цитатою з опису набору даних:
|  | Сукупність жінок віком щонайменше 21 рік з індіанського роду піма, що живуть поблизу Фініксу в Аризоні, перевірялася на цукровий діабет відповідно до критеріїв Всесвітньої організації охорони здоров'я. Дані було зібрано Національним інститутом діабету та дигестивних та ниркових захворювань США. Ми використали 532 повні записи. |

В цьому прикладі ми будуємо три оцінки густини для glu (концентрації глюкози в плазмі): одну умовну при наявності діабету, другу умовну при відсутності діабету, та третю безумовну відносно діабету. Умовні оцінки густини потім використовуються для побудови ймовірності діабету в залежності від glu.
Дані glu було отримано з програмного пакету MASS мовою програмування R. В R ?Pima.tr та ?Pima.te дають повний звіт про дані.
Середнім значенням glu у випадках діабету є 143.1, а стандартним відхиленням — 31.26. Середнім значенням glu у випадках не-діабету є 110.0, а стандартним відхиленням — 24.29. З цього ми бачимо, що в даному наборі даних випадки діабету пов'язано з вищими рівнями glu. Це можна зробити яснішим за допомогою графіків оцінюваних функцій густини.
Перший малюнок показує оцінки густини p(glu | diabetes=1), p(glu | diabetes=0), та p(glu). Ці оцінки густини є ядровими оцінками густини із застосуванням ґаусового ядра. Тобто, в кожній точці даних розташовано ґаусову функцію густини, а потім обчислено суму функцій густини над усім діапазоном даних.

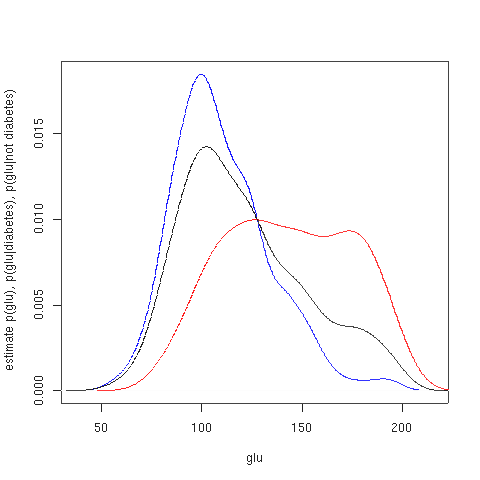
Оцінка густини p (glu | diabetes=1) (червона), p (glu | diabetes=0) (синя) та p (glu) (чорна)

З густини glu в залежності від діабету за допомогою правила Баєса ми можемо отримати ймовірність діабету в залежності від glu. Для стислості «diabetes» у цій формулі скорочено до «db.».
{\displaystyle p({\mbox{diabetes}}=1|{\mbox{glu}})={\frac {p({\mbox{glu}}|{\mbox{db.}}=1)\,p({\mbox{db.}}=1)}{p({\mbox{glu}}|{\mbox{db.}}=1)\,p({\mbox{db.}}=1)+p({\mbox{glu}}|{\mbox{db.}}=0)\,p({\mbox{db.}}=0)}}}
Другий малюнок показує оцінювану апостеріорну ймовірність p(diabetes=1 | glu). З цих даних виявляється, що підвищений рівень glu пов'язаний із діабетом.

### Сценарій для прикладу
Наступні команди R створять наведені вище малюнки. Ці команди можна ввести до командного запрошення застосуванням копіювання та вставлення.
```
library
(
MASS
)

data
(
Pima.tr
)

data
(
Pima.te
)

Pima
 
<-
 
rbind 
(
Pima.tr
,
 
Pima.te
)

glu
  
<-
 
Pima
[,
 
'glu'
]

d0
 
<-
 
Pima
[,
 
'type'
]
 
==
 
'No'

d1
 
<-
 
Pima
[,
 
'type'
]
 
==
 
'Yes'

base.rate.d1
 
<-
 
sum
(
d1
)
 
/
 
(
sum
(
d1
)
 
+
 
sum
(
d0
))

glu.density
    
<-
 
density 
(
glu
)

glu.d0.density
 
<-
 
density 
(
glu
[
d0
])

glu.d1.density
 
<-
 
density 
(
glu
[
d1
])

glu.d0.f
 
<-
 
approxfun
(
glu.d0.density
$
x
,
 
glu.d0.density
$
y
)

glu.d1.f
 
<-
 
approxfun
(
glu.d1.density
$
x
,
 
glu.d1.density
$
y
)

p.d.given.glu
 
<-
 
function
(
glu
,
 
base.rate.d1
)

{

    
p1
 
<-
 
glu.d1.f
(
glu
)
 
*
 
base.rate.d1

    
p0
 
<-
 
glu.d0.f
(
glu
)
 
*
 
(
1
 
-
 
base.rate.d1
)

    
p1
 
/
 
(
p0
 
+
 
p1
)

}

x
 
<-
 
1
:
250

y
 
<-
 
p.d.given.glu 
(
x
,
 
base.rate.d1
)

plot
(
x
,
 
y
,
 
type
=
'l'
,
 
col
=
'red'
,
 
xlab
=
'glu'
,
 
ylab
=
'estimated p(diabetes|glu)'
)

plot
(
density
(
glu
[
d0
]),
 
col
=
'blue'
,
 
xlab
=
'glu'
,
 
ylab
=
'estimate p(glu), 

     p(glu|diabetes), p(glu|not diabetes)'
,
 
main
=
NA
)

lines
(
density
(
glu
[
d1
]),
 
col
=
'red'
)

```

Зауважте, що наведена вище оцінка умовної густини використовує ширини смуг пропускання (англ. bandwidth), що є оптимальними для безумовних густин. Як альтернативу можна застосовувати метод Хола, Расіна та Лі (англ. Hall, Racine and Li, 2004) та пакет R np для автоматичного (керованого даними) вибору ширини смуги пропускання, що є оптимальним для оцінки умовних густин; див. введення до пакету np у начерку про нього. Наступні команди R використовують функцію npcdens() для отримання оптимального згладжування. Зауважте, що реакція "Yes"/"No" є фактором.
```
library
(
np
)

fy.x
 
<-
 
npcdens
(
type
~
glu
,
 
nmulti
=
1
,
 
data
=
Pima
)

Pima.eval
 
<-
 
data.frame
(
type
=
factor
(
"Yes"
),

                        
glu
=
seq
(
min
(
Pima
$
glu
),
 
max
(
Pima
$
glu
),
 
length
=
250
))

 

plot
(
x
,
 
y
,
 
type
=
'l'
,
 
lty
=
2
,
 
col
=
'red'
,
 
xlab
=
'glu'
,

     
ylab
=
'estimated p(diabetes|glu)'
)

lines
(
Pima.eval
$
glu
,
 
predict
(
fy.x
,
 
newdata
=
Pima.eval
),
 
col
=
"blue"
)

legend
(
0
,
 
1
,
 
c
(
"Unconditional bandwidth"
,
 
"Conditional bandwidth"
),

       
col
=
c
(
"red"
,
 
"blue"
),
 
lty
=
c
(
2
,
 
1
))

```

Третій малюнок використовує оптимальне згладжування методом Хола, Расіна та Лі, вказуючи, що ширина смуги пропускання безумовної густини, використана у другому малюнку вище, видає оцінку умовної густини, що може бути дещо недозгладженою.

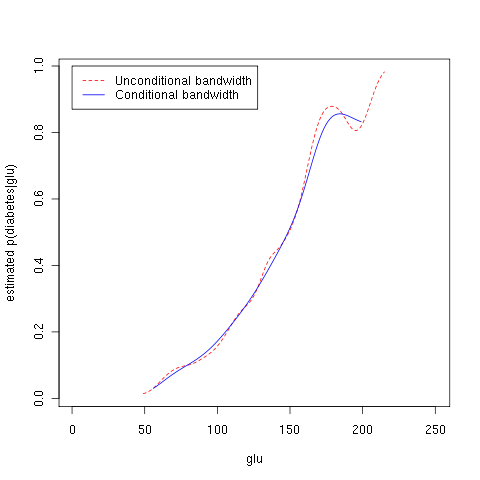
Оцінена ймовірність p (diabetes=1 | glu): із безумовною шириною смуги пропускання (червона), та з обумовленою (синя)